# 블랙 호크 전쟁
블랙 호크 전쟁(영어: Black Hawk War)은 미국과 블랙 호크가 이끄는 미국 원주민 사이의 분쟁이었다. 이 전쟁은 블랙 호크와 사우크족, 메스콰키족(폭스족), 키카푸족으로 구성된 "British Band"가 1832년 4월 아이오와 인디언 준주에서 미시시피강을 건너 미국 일리노이주로 진입하면서 발생했다. 블랙 호크의 동기는 불분명했지만, 그는 1804년 논란이 많았던 세인트루이스 조약으로 미국에 빼앗긴 땅을 되찾기를 바랐던 것으로 보인다.
영국 밴드가 적대적이라고 확신한 미국 관리들은 국경 민병대를 동원하여 1832년 5월 14일 아메리카 원주민 대표단에 발포했다. 블랙 호크는 이에 대한 응답으로 스틸먼스 런 전투에서 민병대를 성공적으로 공격했다. 그는 자신의 밴드를 현재의 남부 위스콘신주에 있는 안전한 장소로 이끌었고, 미군은 그들을 추격했다. 한편, 다른 아메리카 원주민들은 민병대의 부재로 인해 대부분 보호되지 않는 요새와 식민지에 대한 습격을 감행했다. 비록 대부분의 부족 구성원들은 갈등을 피하려고 했지만, 일부 위네바고족과 포타와토미족 전사들이 이 습격에 참여했다. 이미 사우크족과 메스콰키족과 갈등을 겪고 있던 메노미니족과 다코타족은 미국을 지원했다.
헨리 앳킨슨 장군이 지휘하는 미군은 영국 밴드를 추적했다. 헨리 닷지 대령이 이끄는 민병대는 7월 21일 영국 밴드를 따라잡아 위스콘신 하이츠 전투에서 그들을 격파했다. 블랙 호크의 밴드는 굶주림, 죽음, 탈영으로 약화되었고, 많은 원주민 생존자들은 미시시피강 쪽으로 후퇴했다. 8월 2일, 미군은 배드 액스 전투에서 영국 밴드의 잔당을 공격하여 많은 이들을 죽이고 살아남은 대부분을 사로잡았다. 블랙 호크와 다른 지도자들은 탈출했지만, 나중에 항복하여 1년 동안 수감되었다.
블랙 호크 전쟁은 에이브러햄 링컨에게 짧은 군 복무 경험을 제공했지만, 그는 전투에는 참여하지 않았다. 나중에 유명해진 다른 참전자로는 윈필드 스콧, 재커리 테일러, 제퍼슨 데이비스, 제임스 클라이먼 등이 있었다. 이 전쟁은 미국이 아메리카 원주민 부족들에게 그들의 땅을 팔고 미시시피강 서쪽으로 이주하도록 압력을 가하는 인디언 이주 정책에 박차를 가했다.

## 배경
18세기, 사우크족과 메스콰키족(또는 폭스족) 미국 원주민 부족들은 현재 미국의 일리노이주와 아이오와주 지역의 미시시피강을 따라 살았다. 그들이 살았던 땅은 비옥한 토양, 훌륭한 사냥터, 납 접근성, 그리고 무역에 도움이 되는 물 접근성 때문에 신성하게 여겨졌다. 두 부족은 누벨프랑스 및 다른 아메리카 원주민 부족들과의 충돌, 특히 1730년대에 이른바 폭스 전쟁이 끝난 후 오대호 지역에서 이주된 후 밀접하게 연결되었다. 블랙 호크 전쟁 당시 두 부족의 인구는 약 6,000명이었다.

### 논란의 조약

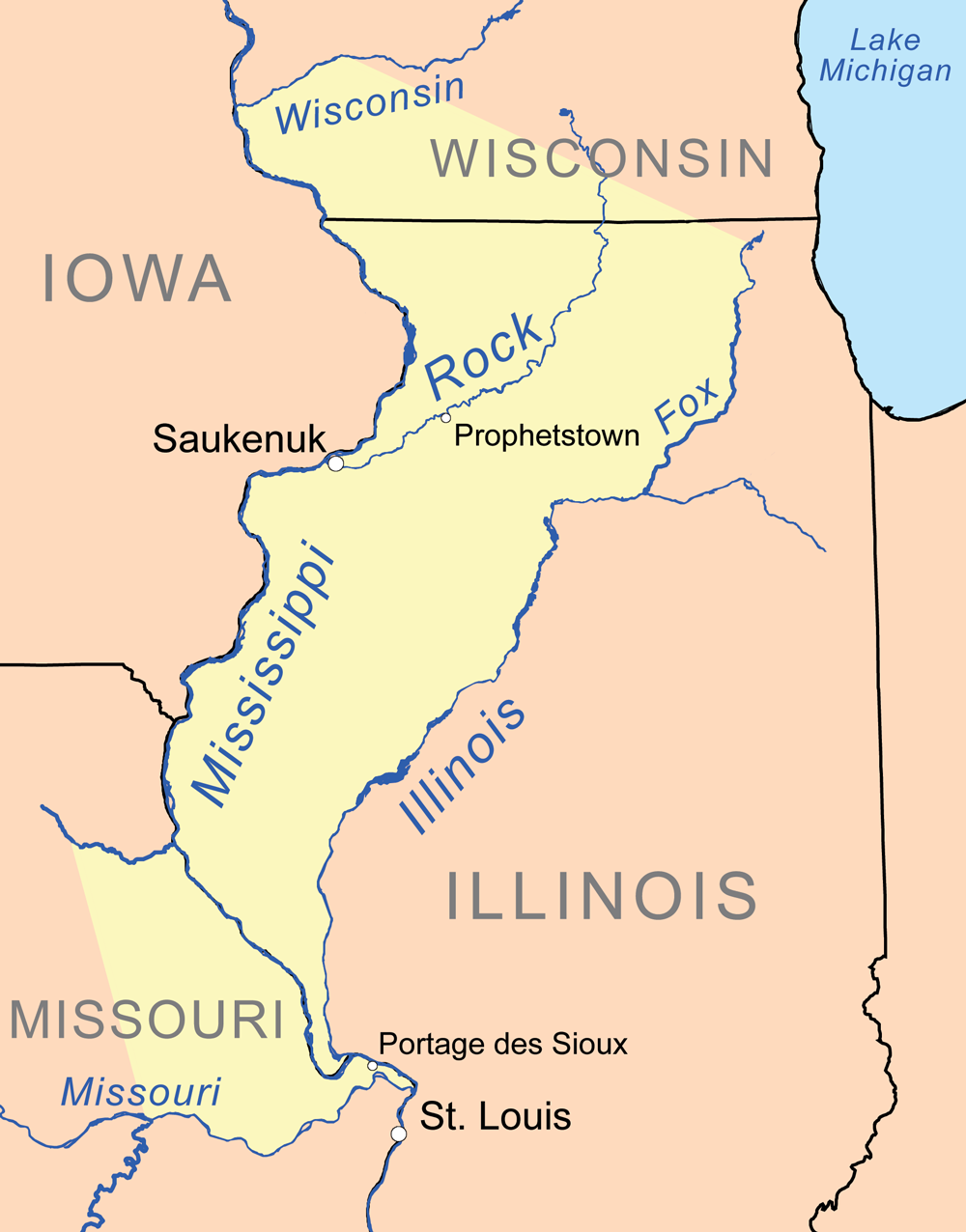
1804년 세인트루이스 조약으로 미국에 할양된 땅이 노란색으로 표시되어 있다.

19세기 초 미국이 서부로 식민지화되면서, 정부 관리들은 가능한 한 많은 아메리카 원주민 땅을 사려고 노력했다. 1804년, 준주 지사 윌리엄 헨리 해리슨은 세인트루이스에서 조약을 협상했는데, 이 조약에서 사우크족과 메스콰키족 지도자 집단이 미시시피강 동쪽의 땅을 상품으로 2,200달러 이상과 연간 1,000달러 상당의 상품을 받고 팔았다고 한다. 이 조약은 원주민 지도자들이 부족 회의로부터 땅을 할양할 권한을 받지 못했기 때문에 논란이 되었다. 역사가 로버트 오웬스는 추장들이 아마도 땅의 소유권을 포기할 의도가 없었을 것이며, 그렇게 가치 있는 영토를 그렇게 적은 가격에 팔지 않았을 것이라고 주장했다. 역사가 패트릭 정은 사우크족과 메스콰키족 추장들이 약간의 땅을 할양할 의도였지만, 미국인들이 원주민들이 깨달은 것보다 더 많은 영토를 조약 문구에 포함시켰다고 결론지었다. 정에 따르면, 사우크족과 마스크와치족은 몇 년이 지난 후에야 할양의 진정한 범위에 대해 알게 되었다고 한다.
1804년 조약은 부족들이 미국 정부에 의해 미국 식민지 개척자들에게 팔릴 때까지 할양된 땅을 계속 사용할 수 있도록 허용했다. 다음 20년 동안 사우크족은 미시시피강과 록강이 합류하는 지점 근처에 위치한 그들의 주요 마을인 사우케누크에 계속 살았다. 1828년, 미국 정부는 마침내 할양된 땅을 식민지 개척자들을 위해 측량하기 시작했다. 인디언 대리인 토마스 포사이스는 사우크족에게 사우케누크와 미시시피강 동쪽의 다른 정착지들을 비우라고 통보했다.

### 분열된 사우크족
사우크족은 논란이 된 1804년 조약의 이행에 저항할지 여부에 대해 분열되었다. 대부분의 사우크족은 미국과의 대결에 휘말리는 대신 미시시피강 서쪽으로 이주하기로 결정했다. 이 집단의 지도자는 미영 전쟁 동안 사우케누크를 미국인들로부터 방어하는 데 도움을 주었던 키오카크였다. 키오카크는 추장이 아니었지만, 능숙한 웅변가로서 미국과의 협상에서 사우크족 시민 추장들을 대신하여 자주 발언했다. 키오카크는 1804년 조약을 사기로 여겼지만, 1824년에 동부 해안의 미국 도시들의 규모를 본 후 사우크족이 미국에 성공적으로 맞설 수 없을 것이라고 생각했다.
미국인들은 키오카크가 평화를 원하며 자신들과 전쟁을 벌이지 않을 것임을 알았다. 이러한 이유로 미국인들은 키오카크가 미시시피강을 건너 아이오와로 이주하도록 유도하기 위해 많은 선물을 주었다. 키오카크와 부족의 대부분이 떠나기로 결정하면서 미국의 계획은 성공했다. 그러나 약 800명의 사우크족, 즉 부족의 약 6분의 1은 대신 미국의 확장에 저항하기로 선택했다. 미영 전쟁에서 미국에 맞서 싸웠고 당시 60대였던 전쟁 대장 블랙 호크는 1829년에 이 파벌의 지도자로 부상했다. 키오카크처럼 블랙 호크는 시민 추장이 아니었지만, 부족 내에서 영향력을 놓고 키오카크의 주요 경쟁자가 되었다. 블랙 호크는 사실 논란이 된 1804년 땅 할양을 확인하는 조약에 1816년 5월에 서명했지만, 그는 기록된 내용이 조약 회의에서 구두로 전달된 내용과 다르다고 주장했다. 블랙 호크에 따르면, "백인들은 인디언들에게 한 가지를 말하고 다른 것을 종이에 적는 습관이 있었다."

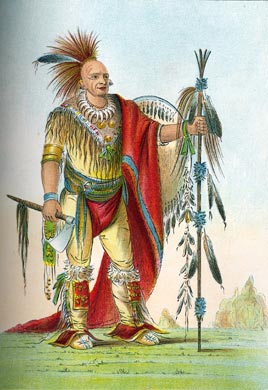
조지 캐틀린이 1830년대에 그린 키오카크

블랙 호크는 미시시피강과 록강이 합류하는 지점에 위치한 자신의 고향이자 거주지인 사우케누크를 지키기로 결심했다. 1829년 사우크족이 서부에서 연례 겨울 사냥을 마치고 마을로 돌아왔을 때, 그들은 그 땅의 판매를 예상하고 있던 스쿼터들이 점거하고 있음을 발견했다. 스쿼터들과의 몇 달간의 충돌 끝에 사우크족은 1829년 9월 다음 겨울 사냥을 위해 떠났다. 더 이상의 대결을 피하기 위해 키오카크는 포사이스에게 자신과 자신의 추종자들은 사우케누크로 돌아가지 않을 것이라고 말했다.
키오카크와 포사이스의 조언에도 불구하고, 블랙 호크의 파벌은 1830년 봄 사우케누크로 돌아왔다. 이번에는 사우크족과 자주 동맹을 맺었던 200명 이상의 키카푸족이 합류했다. 블랙 호크와 그의 추종자들은 미국 주권 주장에 도전하기 위해 때때로 영국 국기를 게양했고, 캐나다 맬든 요새의 영국으로부터 지원을 얻기를 희망했기 때문에 "British Band"로 알려지게 되었다.

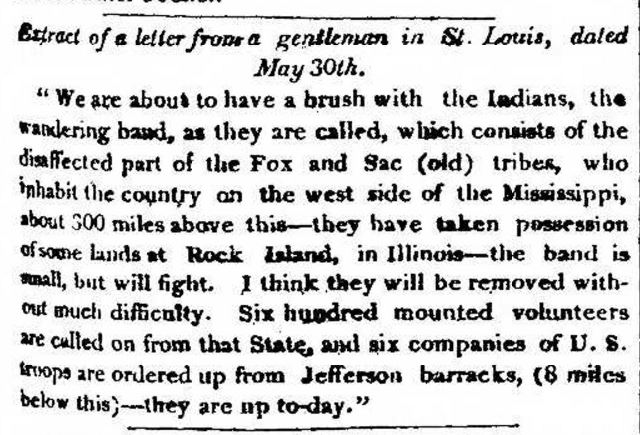
사우케누크로 돌아오는 사우크족으로 인해 발생한 경보에 대한 신문 보도, 워싱턴 내셔널 인텔리전서(1831년 6월 13일)

영국 밴드가 1831년에 다시 사우케누크로 돌아왔을 때, 블랙 호크의 추종자들은 약 1,500명으로 늘어났고, 이제는 사우크족 및 메스콰키족과 밀접한 관계를 가진 포타와토미족도 일부 포함되었다. 미국 관리들은 영국 밴드를 주에서 강제로 퇴거시키기로 결정했다. 미국 육군 서부 부서의 지휘관인 에드먼드 P. 게인즈 장군은 블랙 호크를 위협하여 떠나게 할 희망으로 병력을 집결시켰다. 육군에는 사우크족이 말을 타고 일리노이로 더 도망칠 경우 추격할 기병대가 없었기 때문에, 6월 5일 게인즈는 주 민병대에게 기마 대대 제공을 요청했다. 일리노이 주지사 존 레이놀즈는 이미 민병대에게 경고를 보냈고, 약 1,500명의 자원병이 모였다. 한편, 키오카크는 블랙 호크의 추종자들 중 많은 이들을 설득하여 일리노이를 떠나게 했다.
1831년 6월 25일, 게인즈는 사우케누크 맞은편의 밴드러프 섬으로 병력을 보냈다. 이 섬은 농부이자 상인이었던 밴드러프의 이름을 따서 명명되었는데, 그는 페리 사업을 운영했으며 원주민들에게 술을 팔았는데, 이는 이전에 블랙 호크가 위스키를 파괴하기 위해 습격하는 계기가 되었다. 이번에는 덤불이 우거져 민병대원들이 상륙하기 어려웠으므로, 다음 날 민병대는 사우케누크 자체를 공격하려 했으나, 블랙 호크와 그의 추종자들이 마을을 버리고 미시시피강을 다시 건넜음을 발견했다. 6월 30일, 블랙 호크, 콰시콰미, 그리고 다른 사우크족 지도자들은 게인즈와 만나 사우크족이 미시시피강 서쪽에 머무르고 캐나다의 영국과의 추가 접촉을 끊을 것을 약속하는 협정에 서명했다.

## 블랙 호크의 귀환
1831년 말, 사우크족 시민 추장인 니아포프는 맬든 요새에서 돌아와 블랙 호크에게 영국과 다른 일리노이 부족들이 미국에 대항하여 사우크족을 지원할 준비가 되어 있다고 말했다. 니아포프가 이러한 주장을, 나중에 근거 없는 것으로 판명될 주장을 왜 했는지는 불분명하다. 역사가들은 니아포프의 블랙 호크 보고를 "희망 사항"이자 "풍부한 상상력"의 산물으로 묘사했다. 블랙 호크는 그 정보를 환영했지만, 나중에 니아포프가 자신을 속였다고 비난했다. 그는 그 겨울을 다른 부족과 키오카크 추종자들로부터 추가 동맹을 모집하려는 시도로 보냈지만 실패했다.
니아포프의 잘못된 보고에 따르면, "백운"으로 알려진 샤먼 와보키시엑은 다른 부족들이 블랙 호크를 지원할 준비가 되어 있다고 주장했다. 와보키시엑의 어머니는 위네바고족이었지만, 그의 아버지는 부족의 시민 지도자를 배출하는 사우크족 씨족에 속했다. 와보키시엑이 1832년에 영국 밴드에 합류했을 때, 그는 그룹 내에서 최고 사우크족 시민 추장이 되었다. 그의 마을인 프라펫스타운은 사우케누크에서 록강 상류로 약 35마일 떨어진 곳에 있었다. 이 마을에는 약 200명의 위네바고족, 사우크족, 메스콰키족, 키카푸족, 그리고 포타와토미족이 살고 있었는데, 이들은 미국 확장에 맞서기를 거부하는 부족 지도자들에게 불만을 품고 있었다. 일부 미국인들은 나중에 와보키시엑을 블랙 호크 전쟁의 주요 선동자로 특징지었지만, 역사가 존 홀에 따르면 와보키시엑은 "실제로 자신의 추종자들이 백인들과의 무력 충돌을 삼가하도록 권장했다."
1832년 4월 5일, 영국 밴드는 다시 한번 일리노이로 진입했다. 약 500명의 전사와 600명의 비전투원으로 구성된 그들은 아이오와강 어귀 근처의 옐로 뱅크스(현: 일리노이주 오쿼카)를 건너 북쪽으로 향했다. 블랙 호크가 일리노이로 재진입한 의도는 식민지 개척자와 인디언 소식통의 보고가 상충하여 완전히 명확하지 않다. 일부는 영국 밴드가 사우케누크를 재점령하려 했다고 말했고, 다른 일부는 목적지가 프라펫스타운이었다고 말했다. 역사가 케리 트라스크에 따르면, "블랙 호크조차도 그들이 어디로 가고 무엇을 하려는지 확신하지 못했을 수 있다."
영국 밴드가 일리노이로 이동하자, 미국 관리들은 와보키시엑에게 블랙 호크에게 돌아가라고 조언하도록 촉구했다. 이전에 와보키시엑은 블랙 호크에게 프라펫스타운으로 오도록 권유했는데, 게인즈 장군과 맺은 1831년 협정이 사우케누크로의 복귀는 금지하지만, 사우크족이 프라펫스타운으로 이동하는 것은 금지하지 않는다고 주장했다. 이제 와보키시엑은 블랙 호크에게 돌아가라고 말하는 대신, 영국 밴드가 평화롭게 머무르는 한 미국인들은 그들이 프라펫스타운에 정착하도록 허용할 수밖에 없을 것이며, 특히 영국과 지역 부족들이 밴드를 지원한다면 더욱 그럴 것이라고 말했다. 비록 영국 밴드가 보안 예방 조치로 무장 경비와 함께 이동했지만, 블랙 호크는 일리노이로 재진입할 때 전쟁을 피하기를 바랐을 것이다. 여성, 어린이, 노인들의 존재는 밴드가 전투 집단이 아님을 나타냈다.

## 부족 간 전쟁과 미국의 정책
블랙 호크 밴드의 귀환은 미군 관리들을 불안하게 했지만, 당시 그들은 지역 내 미국 원주민 부족들 사이의 전쟁 가능성에 더 큰 우려를 표했다. 블랙 호크 전쟁에 대한 대부분의 설명은 블랙 호크와 미국 간의 갈등에 초점을 맞추지만, 역사가 존 홀은 이것이 많은 미국 원주민 참전자의 관점을 간과한다고 주장한다. 홀에 따르면, "블랙 호크 전쟁은 수십 년간 끓어오르던 부족 간 갈등 또한 포함했다." 미시시피 상류를 따라 살던 부족들은 오랫동안 줄어드는 사냥터를 놓고 싸웠고, 블랙 호크 전쟁은 일부 원주민들에게 블랙 호크와는 무관한 전쟁을 재개할 기회를 제공했다.
미영 전쟁 이후 영국을 지배적인 외부 세력으로 대체한 미국은 부족 간 분쟁의 중재자 역할을 맡았다. 블랙 호크 전쟁 이전, 미국의 정책은 부족 간 전쟁을 억제했다. 이는 순전히 인도주의적인 이유 때문만은 아니었다. 부족 간 전쟁은 미국이 인디언 땅을 획득하고 부족들을 서쪽으로 이주시키는 것을 더 어렵게 만들었고, 이는 1820년대 후반에 주요 목표가 된 인디언 이주라는 정책이었다. 미국의 중재 노력에는 프레리 뒤 신에서 열린 1825년과 1830년 다부족 조약 회의가 포함되었으며, 이 회의에서 부족 경계가 정해졌다. 미국 원주민들은 미국의 중재에 때때로 반감을 가졌는데, 특히 전쟁이 사회적 발전의 중요한 수단이었던 젊은이들은 더욱 그랬다.

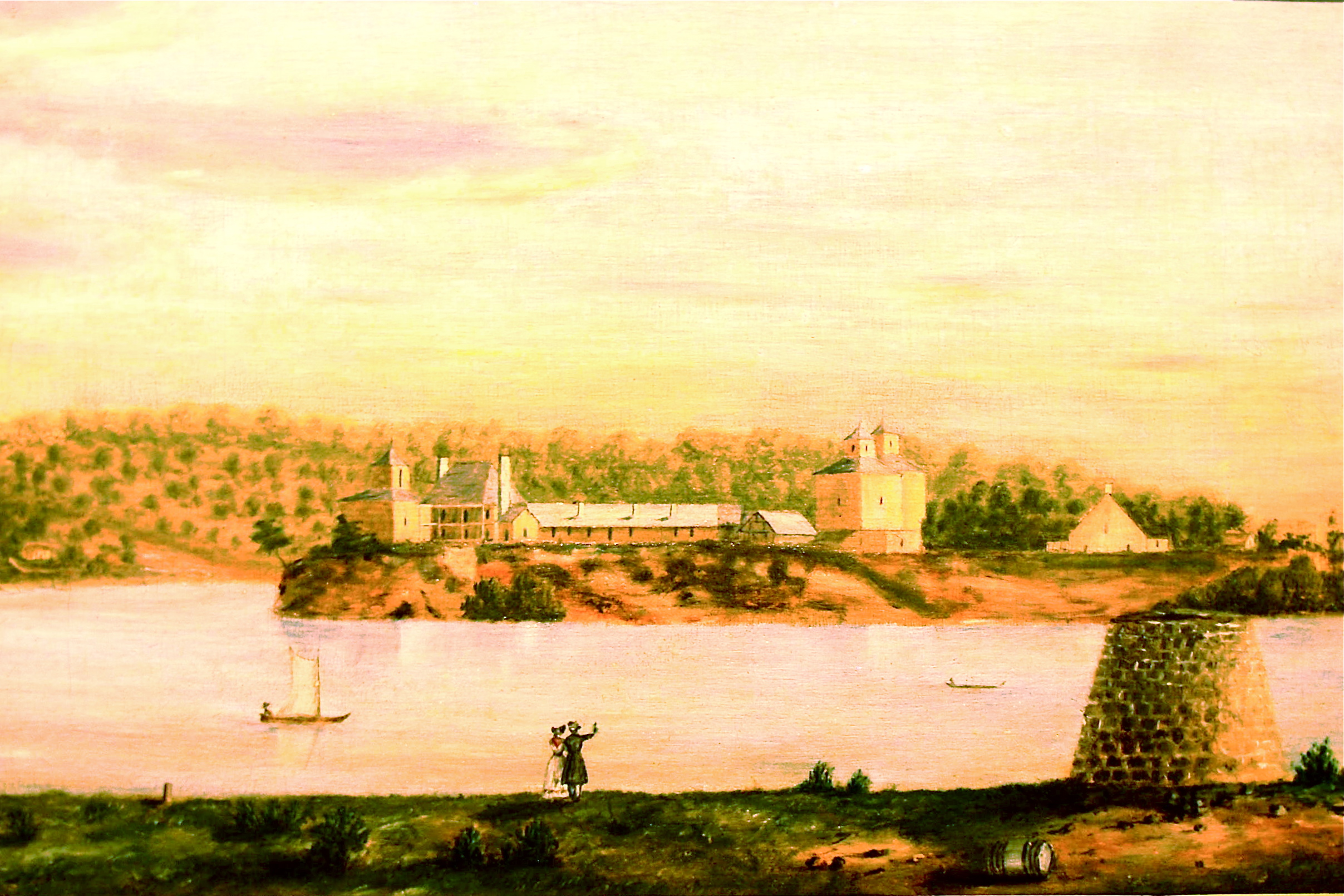
포트 암스트롱은 록 섬에 위치해 있었는데, 이 섬은 현재 록 아일랜드 아스날로 알려져 있다. 이 사진은 일리노이 쪽에서 본 모습이며, 배경에는 아이오와가 있다.

상황은 미국의 엽관제로 인해 복잡해졌다. 역사가 존 홀에 따르면, 앤드루 잭슨이 1829년 3월 미국 대통령에 취임한 후, 많은 유능한 인디언 대리인들이 자격 없는 잭슨 충성파들로 교체되었다. 토마스 포사이스, 존 마쉬, 토마스 매키니와 같은 사람들은 펠릭스 세인트 브라인과 같은 덜 유능한 사람들에게 자리를 내주었다. 19세기에 역사가 라이먼 드레이퍼는 포사이스가 사우크족의 대리인으로 남아 있었다면 블랙 호크 전쟁을 피할 수 있었을 것이라고 주장했다.
1830년, 폭력 사태는 부족 간 전쟁을 막으려는 미국의 시도를 무산시킬 위협을 가했다. 5월, 다코타족 (산티 수족)과 메노미니족은 프레리 뒤 신에서 열린 조약 회의에 참석 중이던 메스콰키족 15명을 살해했다. 이에 대한 보복으로, 1831년 7월 메스콰키족과 사우크족 무리는 프레리 뒤 신에서 여성과 어린이를 포함한 메노미니족 26명을 살해했다. 미국 관리들은 메노미니족이 복수를 추구하는 것을 막으려 했지만, 부족의 서부 밴드들은 다코타족과 연합하여 사우크족과 메스콰키족을 공격했다.
더 넓은 전쟁의 발발을 막기 위해 미국 관리들은 미국 육군에 메노미니족을 학살한 메스콰키족을 체포하라고 명령했다. 게인즈 장군은 병이 들어 그의 부하인 헨리 앳킨슨 준장이 이 임무를 맡게 되었다. 앳킨슨은 1827년 위네바고 전쟁을 포함하여 행정 및 외교 업무를 능숙하게 처리했지만, 전투를 경험한 적이 없는 중년의 장교였다. 4월 8일, 그는 미주리주 제퍼슨 배럭스에서 증기선을 타고 약 220명의 병사들과 함께 미시시피강을 거슬러 올라갔다. 우연히도 블랙 호크와 그의 영국 밴드는 막 일리노이로 진입한 상태였다. 앳킨슨은 깨닫지 못했지만, 그의 배는 블랙 호크의 밴드를 지나쳤다.
앳킨슨이 4월 12일 록 아일랜드의 포트 암스트롱에 도착했을 때, 그는 영국 밴드가 일리노이주에 있으며, 자신이 체포하려던 메스콰키족 대부분이 현재 그 밴드와 함께 있다는 것을 알게 되었다. 다른 미국 관리들과 마찬가지로, 앳킨슨은 영국 밴드가 전쟁을 시작할 의도라고 확신했다. 그는 가용한 병력이 적었기 때문에 일리노이 주 민병대의 지원을 받기를 희망했다. 그는 4월 13일 레이놀즈 주지사에게 영국 밴드가 가하는 위협을 설명하고, 어쩌면 의도적으로 과장하여 편지를 썼다. 인디언들을 주에서 몰아내기 위한 전쟁을 열망했던 레이놀즈는 앳킨슨이 바랐던 대로 반응했다. 그는 4월 22일까지 비어즈타운에 민병대 자원병들을 소집하여 30일간의 입대를 시작하도록 요청했다. 자원한 2,100명은 새뮤얼 화이트사이드 준장 휘하의 5개 연대 여단으로 조직되었다. 민병대원 중에는 23세의 에이브러햄 링컨도 있었는데, 그는 자신의 중대장으로 선출되었다.

## 초기 외교

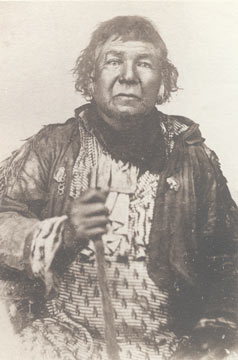
포타와토미족 추장 샤보나는 그의 부족이 전쟁에 휘말리지 않도록 노력했다.

1832년 4월 12일 앳킨슨이 록 아일랜드에 도착한 후, 그는 키오카크와 메스콰키족 추장 와펠로와 함께 현재 록 강을 거슬러 올라가고 있던 영국 밴드에게 사절을 보냈다. 블랙 호크는 돌아가라는 메시지를 거부했다. 앳킨슨 휘하의 정규군 장교였던 재커리 테일러 대령은 나중에 앳킨슨이 무력으로 영국 밴드를 막으려 했어야 했다고 말했다. 일부 역사가들은 이에 동의하며, 앳킨슨이 더 단호한 행동이나 능숙한 외교로 전쟁 발발을 막을 수 있었을 것이라고 주장했다. 세실 에비는 "앳킨슨은 모든 위험이 제거될 때까지 진행하기를 꺼려하는 서류상 장군이었다"고 비난했다. 그러나 케리 트라스크는 앳킨슨이 영국 밴드를 막기에는 병력이 충분하지 않다고 믿었던 것이 옳았다고 주장했다. 패트릭 정에 따르면, 이때 양측의 지도자들은 유혈 사태를 피할 기회가 거의 없었는데, 민병대원들과 블랙 호크의 전사들 중 일부가 싸움을 원했기 때문이다.
한편, 블랙 호크는 위네바고족과 포타와토미족이 예상보다 지지도가 낮다는 것을 알게 되었다. 다른 부족들과 마찬가지로, 이 부족들의 다른 밴드들도 종종 다른 정책을 추구했다. 일리노이의 록 강을 따라 살던 위네바고족은 사우크족과 가족 관계를 맺고 있었다. 그들은 미국인들을 자극하지 않으려 노력하면서도 영국 밴드를 조심스럽게 지원했다. 위스콘신에 살던 위네바고족은 더 분열되어 있었다. 일부 밴드들은 1827년 위네바고 전쟁에서 미국인들에게 당했던 패배를 기억하며 갈등을 피하기로 결정했다. 다코타족과 메노미니족과 연관된 다른 위네바고족, 특히 워컨 데코라와 그의 형제들은 영국 밴드에 맞서 싸우기를 열망했다.
대부분의 포타와토미족은 이 분쟁에서 중립을 유지하기를 원했지만, 그렇게 하기가 어려웠다. 많은 정착민들은 1812년의 디어본 요새 학살을 기억하며 포타와토미족을 불신했고 그들이 블랙 호크의 봉기에 합류할 것이라고 추정했다. 포타와토미족 지도자들은 만약 어떤 포타와토미족이 블랙 호크를 지지한다면 부족 전체가 처벌받을 것을 우려했다. 1832년 5월 1일 시카고 외곽에서 열린 회의에서 빌리 콜드웰을 포함한 포타와토미족 지도자들은 "블랙 호크를 지지하는 모든 포타와토미족을 부족의 배신자로 선언하는 결의안을 통과시켰다." 5월 중순, 포타와토미족 추장 샤보나와 워본시는 블랙 호크에게 자신들이나 영국인들이 그를 돕지 않을 것이라고 말했다.
영국의 보급품, 충분한 물자, 그리고 원주민 동맹 없이 블랙 호크는 그의 밴드가 심각한 곤경에 처했음을 깨달았다. 일부 설명에 따르면, 그는 위기를 끝내기 위해 앳킨슨과 협상할 준비가 되어 있었지만, 일리노이 민병대원들과의 불운한 조우는 평화적인 해결책의 모든 가능성을 종식시켰다.

## 스틸먼스 런

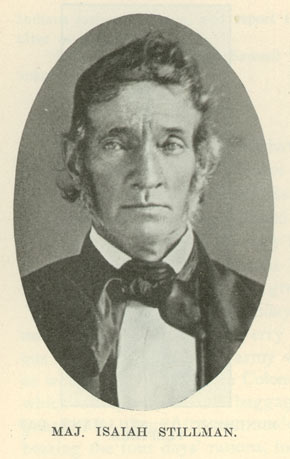
스틸먼스 런 전투의 민병대 지휘관 아이제이아 스틸먼

새뮤얼 화이트사이드 장군의 민병대 여단은 4월 말 앳킨슨 장군 휘하에 록 아일랜드에서 연방군에 소집되었고, 네 개의 연대(존 드윗 대령, 제이콥 프라이 대령, 존 토마스 대령, 새뮤얼 M. 톰슨 대령 지휘)와 제임스 D. 헨리가 지휘하는 정찰 또는 스파이 대대로 나뉘었으며, 윌리엄 토마스 판사가 그들의 보급관으로 임명되었다. 앳킨슨은 레이놀즈, 화이트사이드, 그리고 민병대원들이 4월 27일에 록 강 상류로 떠나도록 허용했으며, 자신은 정규군 병력과 함께 후방을 맡아 가장 훈련이 덜 되고 규율이 없는 병사들에게 "나의 도착을 기다리지 말고 인디언들이 타격 범위 내에 있다면 그들을 공격하라"고 지시했다. 레이놀즈 주지사는 민병대 소장으로 원정에 동행했다.
5월 10일, 영국 밴드를 추격하기 위해 록 강을 거슬러 올라가던 민병대는 프라펫스타운(합류 지점에서 약 35마일)에 도착했다. 앳킨슨의 계획대로 기다리는 대신, 그들은 백운의 빈 마을을 불태우고 강을 따라 40마일 더 올라가 딕슨스 페리에 도착하여 앳킨슨과 그의 병사들을 기다렸다. 레이놀즈는 아직 연방화되지 않은 260명의 열성적인 민병대원들이 정찰병으로 더 나아가도록 허용하기를 원했지만, 신중한 화이트사이드는 정착지에서 앳킨슨을 기다릴 것을 주장했다. 딕슨스 페리는 실제로 1826년에 반원주민 혈통의 오기가 설립했는데, 피오리아와 갈레나의 납광산을 연결하는 마차 길이 록 강을 건너는 곳이었다. 정착민들은 피오리아/갈레나 길을 따라 그리고 교차점에 오두막을 세웠고, 1829년까지 우체국은 록퍼드까지 강 상류의 정착민들에게 서비스를 제공했다.
5월 12일, 블랙 호크의 밴드가 불과 25마일 떨어져 있다는 것을 알게 된 열성적인 민병대원들은 아이제이아 스틸먼 소령의 지휘 아래 화이트사이드의 야영지를 떠나 나중에 그를 따서 스틸먼 밸리라고 명명된 록 강 지류에 또 다른 야영지를 세웠다. 붉은 깃발을 든 소규모 원주민 무리를 본 새뮤얼 해클턴 소령과 일부 병사들은 명령을 기다리지 않고 추격했고, 해클턴은 원주민 한 명을 죽인 후 그 소식을 가지고 화이트사이드의 야영지로 돌아왔다. 그러나 블랙 호크와 다른 이들이 근처에 있었고, 5월 14일 황혼 무렵 스틸먼의 부대를 공격했는데, 이는 스틸먼스 런 전투로 알려지게 되었다. 전투에 대한 설명은 다양하다. 블랙 호크는 나중에 백기를 들고 세 명의 사람을 보내 협상하려 했지만, 미국인들이 그들을 감금하고 뒤따라온 두 번째 사절단에 발포했다고 진술했다. 일부 민병대원들은 백기를 본 적이 없다고 주장했고, 다른 이들은 백기가 인디언들이 매복을 설치하기 위한 속임수였다고 믿었다. 모든 설명은 블랙 호크의 전사들이 황혼 무렵 민병대 야영지를 공격했고, 훨씬 더 많은 수의 민병대가 패주했으며, 생존자들은 화이트사이드의 야영지로 흩어졌다는 점에 동의한다. 블랙 호크가 놀랍게도, 그의 40명의 전사들은 일리노이 민병대원 12명을 죽였고, 단 3명의 사망자만 발생했다.
스틸먼스 런 전투는 전환점이 되었다. 전투 전, 블랙 호크는 전쟁을 결심하지 않았다. 이제 그는 휴전 깃발 아래 자신의 전사들을 배신적으로 살해한 것에 대해 복수하기로 결심했다. 화이트사이드도 매장대를 이끌고 전투 현장으로 돌아와 훼손된 시체를 보고 격분했다. 스틸먼의 패배 후, 앤드루 잭슨 대통령과 전쟁부 장관 루이스 캐스와 같은 미국 지도자들은 외교적 해결책을 고려하기를 거부했다. 그들은 다른 미국 원주민들이 비슷한 봉기를 고려할 수 있는 본보기가 될 블랙 호크에 대한 압도적인 승리를 원했다.

## 초기 습격
이제 적대 행위가 시작되었고, 의지할 동맹국이 거의 없었던 블랙 호크는 그의 밴드의 여성, 어린이, 노인들을 위한 피난처를 찾았다. 록 리버 위네바고족의 제안을 받아들여, 밴드는 미시간 준주의 코슈코농 호수로 강을 따라 더 올라가 "섬"으로 알려진 고립된 장소에 야영했다. 비전투원들이 안전해지자, 영국 밴드의 일원들은 수많은 위네바고족 및 포타와토미족 동맹군과 함께 정착민들을 습격하기 시작했다. 이 지역의 모든 미국 원주민들이 이러한 전개에 찬성한 것은 아니었다. 특히 포타와토미족 추장 샤보나는 정착지 전역을 다니며 정착민들에게 임박한 공격을 경고했다.
초기 습격대는 주로 위네바고족과 포타와토미족 전사들로 구성되었다. 첫 공격은 1832년 5월 19일, 현재의 위스콘신주 사우스 웨인 근처에서 위네바고족이 버팔로 그로브 (일리노이주 오글군)|버팔로 그로브 (일리노이주) 근처에서 6명의 농부를 매복 공격하여 윌리엄 더리라는 남자를 살해했을 때 발생했다. 더리의 두피가 벗겨지고 훼손된 시신은 인디언 대리인 펠릭스 세인트 브라인에 의해 발견되었다. 인디언 대리인 자신도 며칠 후 켈로그스 그로브에서 다른 세 명의 남자와 함께 살해되고 훼손되었다.
전쟁에 참여한 위네바고족과 포타와토미족은 때때로 블랙 호크의 목표와 직접적으로 관련 없는 불만에 동기가 부여되기도 했다. 그러한 사건 중 하나는 인디언 크릭 학살이었다. 1832년 봄, 인디언 크릭을 따라 살던 포타와토미족은 윌리엄 데이비스라는 정착민이 개울을 막아 물고기가 자신들의 마을에 도달하는 것을 막은 것에 불만을 품었다. 데이비스는 시위를 무시했고, 댐을 해체하려던 포타와토미족 남성을 폭행했다. 블랙 호크 전쟁은 인디언 크릭 포타와토미족에게 복수의 기회를 제공했다. 5월 21일, 약 50명의 포타와토미족과 영국 밴드의 사우크족 3명이 데이비스의 정착지를 공격하여 15명의 남성, 여성, 어린이를 살해하고 두피를 벗기고 훼손했다. 정착지에서 두 명의 십대 소녀가 납치되어 블랙 호크의 캠프로 끌려갔다. 백까마귀라는 이름의 위네바고족 추장이 2주 후에 그들의 석방을 협상했다. 다른 록 강 위네바고족과 마찬가지로, 백까마귀는 비밀리에 영국 밴드를 도우면서도 미국인들을 달래려 노력했다.

## 미국의 재편성
스틸먼의 패배, 인디언 크릭 학살 및 기타 소규모 공격 소식은 정착민들 사이에 공포를 불러일으켰다. 많은 이들이 당시 작은 마을이었던 시카고로 도피했으며, 시카고는 굶주린 난민들로 과밀해졌다. 많은 포타와토미족도 갈등에 휘말리거나 적대자로 오인받고 싶지 않아 시카고를 향해 도피했다. 지역 전역에서 정착민들은 급히 민병대 부대를 조직하고 작은 요새를 건설했다.
5월 14일 스틸먼의 패배 이후, 정규군과 민병대는 블랙 호크를 찾아 록 강을 계속 거슬러 올라갔다. 민병대원들은 영국 밴드를 찾지 못해 낙심했다. 인디언 습격 소식을 듣고 많은 이들이 가족을 방어하기 위해 집으로 돌아가려고 탈영했다. 사기가 곤두박질치자 레이놀즈 주지사는 민병대 장교들에게 캠페인을 계속할지 여부를 투표로 결정하도록 요청했다. 부하들의 활약에 실망한 화이트사이드 장군은 해산을 찬성하는 결정타를 던졌다. 화이트사이드 여단의 대부분은 5월 28일 일리노이주 오타와에서 해산되었다. 에이브러햄 링컨을 포함한 약 300명은 새로운 민병대가 조직될 때까지 20일 더 현장에 남아 있기로 동의했다.
화이트사이드 여단이 해산되자 앳킨슨은 1832년 6월 "개척군"이라는 이름의 새로운 부대를 조직했다. 이 군대는 629명의 정규군 보병과 3,196명의 기마 민병대 자원병으로 구성되었다. 민병대는 알렉산더 포지, 밀턴 알렉산더, 제임스 D. 헨리 준장이 지휘하는 3개 여단으로 나뉘었다. 많은 병사들이 지역 순찰 및 경비 임무에 배정되었기 때문에 앳킨슨은 작전에 가용한 병력이 정규군 450명과 민병대 2,100명에 불과했다. 더 많은 민병대원들이 개척군의 3개 여단에 속하지 않은 부대에서 복무했다. 예를 들어, 에이브러햄 링컨은 연방군에 편입된 독립 중대의 사병으로 재입대했다. 이 전쟁에서 최고의 지휘관 중 한 명임을 입증할 헨리 닷지, 미시간 준주 민병대 대령은 가장 강력할 때 250명에 달하는 기마 자원병 대대를 배치했다. 이 전쟁에 참여한 민병대원의 총 수는 정확히 알려져 있지 않으며, 일리노이만 해도 6천에서 7천 명으로 추정된다.
새로운 민병대를 조직하는 것 외에도 앳킨슨은 부족 간 전쟁을 막으려는 이전의 미국 정책을 뒤집고 아메리카 원주민 동맹군을 모집하기 시작했다. 메노미니족, 다코타족, 그리고 일부 위네바고족 부족들은 영국 밴드에 맞서 전쟁에 나서기를 열망했다. 6월 6일까지 대리인 조지프 M. 스트리트는 프레리 뒤 신에 약 225명의 원주민을 집결시켰다. 이 병력에는 와바샤와 라르크 휘하의 약 80명의 다코타족, 40명의 메노미니족, 그리고 여러 위네바고족 부족이 포함되었다. 인디언 전사들은 자신들의 지도자를 따랐지만, 앳킨슨은 이 병력을 알렉산더 해밀턴의 아들이자 민병대 대령인 윌리엄 S. 해밀턴의 명목상 지휘 아래 두었다. 해밀턴은 이 병력을 이끌기에 불행한 선택임이 입증되었다. 역사가 존 홀은 그를 "허세 부리고 자격이 없는" 인물로 묘사했다. 머지않아 인디언들은 해밀턴 휘하에서 행군만 하고 아무런 행동도 취하지 않는 것에 불만을 품었다. 일부 메노미니족 정찰병은 남았지만, 대부분의 원주민들은 결국 해밀턴을 떠나 자신들의 조건으로 전쟁을 치렀다.

## 6월의 습격
1832년 6월, 앳킨슨이 새로운 군대를 조직하고 있다는 소식을 들은 블랙 호크는 습격대를 보내기 시작했다. 아마도 미국인들을 코슈코농 호수의 그의 캠프에서 멀어지게 하려고 서쪽 지역을 목표로 삼았을 것이다. 첫 번째 주요 공격은 6월 14일 현재의 위스콘신주 사우스 웨인 근처에서 발생했는데, 약 30명의 전사로 구성된 집단이 농부들을 공격하여 4명을 살해하고 두피를 벗겼다.

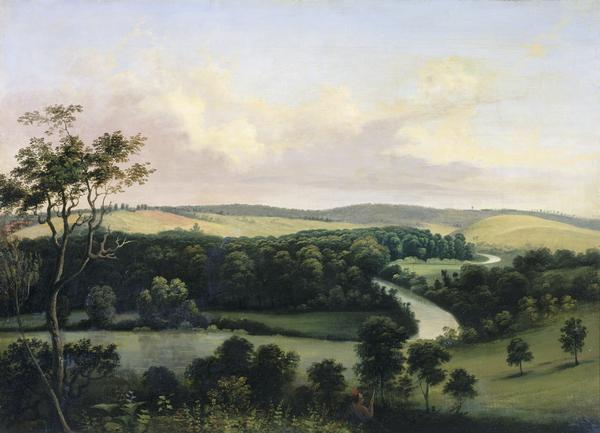
1857년의 호스슈 벤드 전투 현장 그림

이 공격에 대한 대응으로 민병대 대령 헨리 닷지는 29명의 기마 자원병을 모아 공격자들을 추격하기 시작했다. 6월 16일, 닷지와 그의 부하들은 페카토니카강의 굽이에서 약 11명의 습격자들을 궁지에 몰아넣었다. 짧은 전투에서 미국인들은 모든 원주민을 죽이고 두피를 벗겼다. 호스슈 벤드 전투 (또는 페카토니카 전투)는 전쟁에서 미국인들의 첫 번째 실질적인 승리였으며, 자원 민병대에 대한 대중의 신뢰를 회복하는 데 도움이 되었다.
닷지의 승리가 있었던 같은 날, 현재의 스티븐슨군의 켈로그스 그로브에서도 또 다른 작은 전투가 발생했다. 미군은 서쪽으로 습격하는 전투 부대들을 막기 위해 켈로그스 그로브를 점령했다. 제1차 켈로그스 그로브 전투에서 애덤 W. 스나이더가 지휘하는 민병대는 약 30명의 전사로 구성된 영국 밴드 습격대를 추격했다. 이 전투에서 일리노이 민병대원 3명과 원주민 전사 6명이 사망했다. 이틀 후, 6월 18일, 제임스 W. 스티븐슨 휘하의 민병대는 옐로 크릭 근처에서 아마도 동일한 전투 부대를 만났을 것이다. 와담스 그로브 전투는 치열한 백병전으로 이어졌다. 이 작전에서 민병대원 3명과 인디언 5명 또는 6명이 사망했다.
6월 6일, 미시간 준주의 블루 마운드 마을 근처에서 한 민간인 광부가 습격자들에게 살해되자 주민들은 록 강 위네바고족이 전쟁에 합류하고 있다고 두려워하기 시작했다. 6월 20일, 한 목격자에 따르면 100명에 달하는 위네바고족 습격대가 블루 마운드의 정착민 요새를 공격했다. 이 공격으로 2명의 민병대원이 사망했는데, 그 중 한 명은 심하게 훼손되었다.

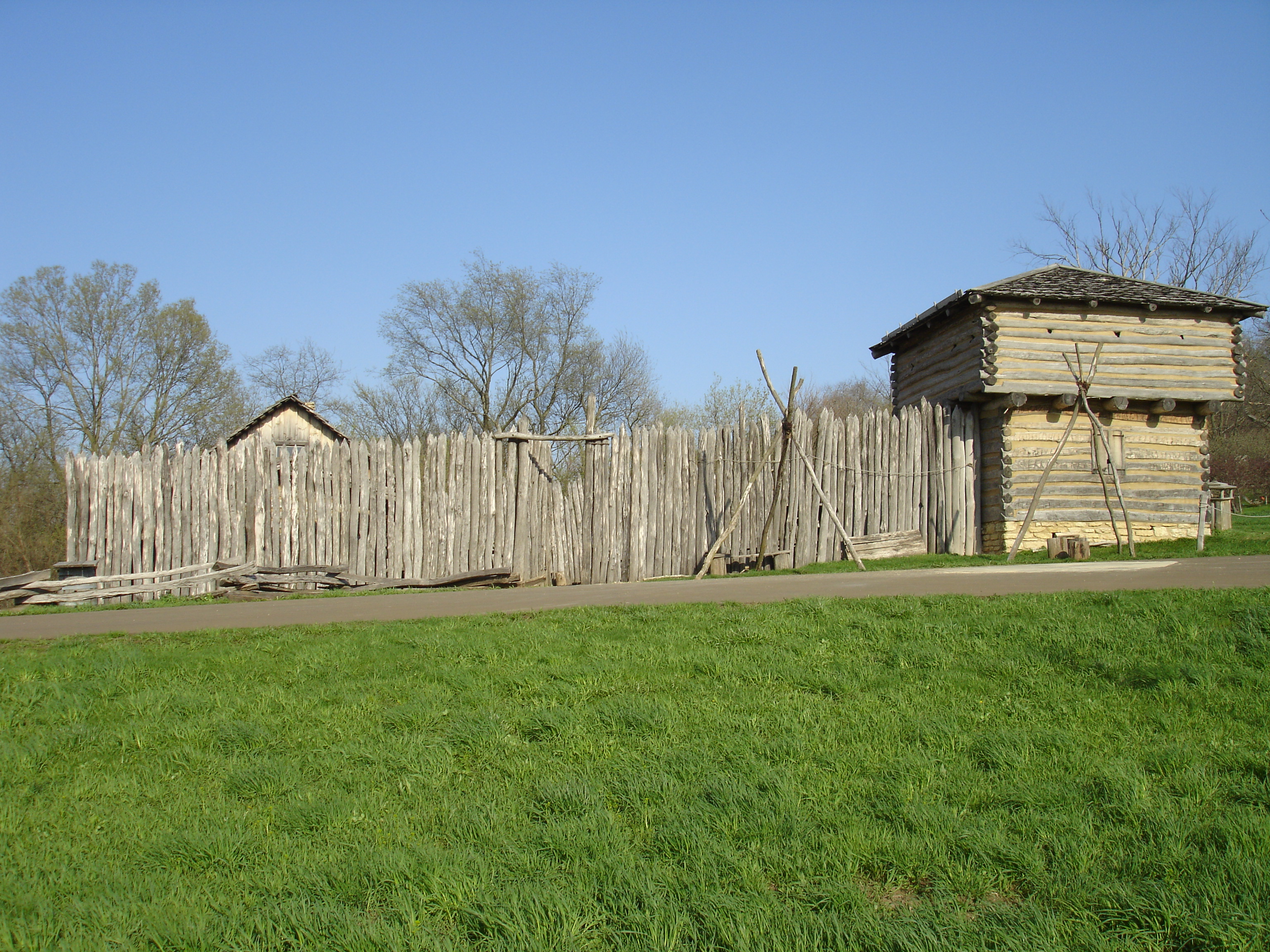
일리노이주 엘리자베스에 있는 애플 리버 요새 복제품

1832년 6월 24일, 블랙 호크와 약 200명의 전사들이 현재의 엘리자베스 (일리노이주) 근처에 급히 건설된 애플 리버 요새를 공격했다. 블랙 호크의 접근을 경고받은 지역 정착민들은 약 20명에서 35명의 민병대가 방어하고 있는 요새로 피신했다. 애플 리버 요새 전투는 약 45분간 지속되었다. 요새 안에 있던 여성과 소녀들은 엘리자베스 암스트롱의 지휘 아래 머스킷을 장전하고 총알을 만들었다. 여러 명을 잃은 후, 블랙 호크는 포위를 풀고 근처 집들을 약탈한 뒤 자신의 캠프로 돌아갔다.
다음 날인 6월 25일, 블랙 호크의 일행은 존 데멘트 소령이 지휘하는 민병대대와 마주쳤다. 제2차 켈로그스 그로브 전투에서 블랙 호크의 전사들은 민병대원들을 요새 안으로 몰아넣고 두 시간 동안 포위했다. 아홉 명의 전사를 잃고 다섯 명의 민병대원을 살해한 후, 블랙 호크는 포위를 풀고 코슈코농 호수의 본진으로 돌아갔다. 이것은 전쟁에서 블랙 호크의 마지막 군사적 성공이 될 것이다. 그의 밴드는 식량이 부족해지자 미시시피강을 다시 건너기로 결정했다.

## 최종 작전
1832년 6월 15일, 앳킨슨의 전쟁 처리에 불만을 품은 앤드루 잭슨 대통령은 윈필드 스콧 장군을 사령관으로 임명했다. 스콧은 제2차 콜레라 범유행이 북아메리카 동부로 확산되던 시점에 동부 육군 주둔지에서 약 950명의 병력을 모았다. 스콧의 병력은 뉴욕주 버펄로에서 증기선을 타고 오대호를 건너 시카고로 이동하던 중 콜레라에 걸려 많은 병사들이 사망했다. 배가 정박할 때마다 환자들은 내리고 병사들은 탈영했다. 마지막 증기선이 시카고에 상륙할 무렵 스콧은 유효 병력이 약 350명만 남았다. 7월 29일, 스콧은 병력보다 앞서 서쪽으로 서둘러 이동하기 시작했는데, 전쟁의 마지막 작전이 될 것이 확실한 지휘권을 맡기 위함이었지만, 그는 어떠한 전투도 볼 수 없을 정도로 너무 늦었다.
앳킨슨 장군은 7월 초에 스콧이 지휘를 맡을 것이라는 것을 알게 되자, 스콧이 도착하기 전에 전쟁을 성공적으로 마무리하기를 바랐다. 그러나 미국인들은 지역 미국 원주민들이 제공한 잘못된 정보 때문에 영국 밴드의 위치를 파악하는 데 어려움을 겪었다. 전쟁에서 중립을 유지하려던 일리노이의 포타와토미족과 위네바고족은 미국인들과 협력하기로 결정했다. 부족 지도자들은 자신들의 전사들 중 일부가 영국 밴드를 도왔다는 것을 알고 있었기 때문에, 미국인들에게 지원을 보여줌으로써 분쟁이 끝난 후 미국 관리들이 부족들을 처벌하는 것을 막기를 희망했다. 적대적인 원주민들과 구별하기 위해 흰 머리띠를 착용한 위네바고족과 포타와토미족은 앳킨슨의 군대를 위한 안내자 역할을 했다. 블랙 호크의 사람들의 곤경에 동정심을 느낀 위네바고족은 앳킨슨에게 영국 밴드가 여전히 코슈코농 호수에 있다고 잘못된 정보를 주었다. 앳킨슨의 병사들이 늪을 헤치고 보급품이 부족해지던 동안, 영국 밴드는 실제로 북쪽으로 수 마일 떨어진 곳으로 이동했다. 빌리 콜드웰 휘하의 포타와토미족도 전투를 피하면서 미국인들에 대한 지지를 보여줄 수 있었다.
7월 중순, 닷지 대령은 메티스 상인 피에르 파케트로부터 영국 밴드가 현재의 위스콘신주 허스티스포드에 있는 록 강 급류 근처에 진을 치고 있다는 것을 알게 되었다. 닷지와 제임스 D. 헨리는 7월 15일 포트 위네바고에서 추격을 시작했다. 사망과 탈영으로 600명 미만으로 줄어든 영국 밴드는 민병대가 접근하자 미시시피강으로 향했다. 미국인들은 그들을 추격하며 도중에 몇몇 원주민 낙오자들을 죽이고 두피를 벗겼다.

### 위스콘신 하이츠
1832년 7월 21일, 민병대원들은 현재의 사우크 시티 근처에서 영국 밴드를 따라잡았다. 비전투원들이 위스콘신강을 건널 시간을 벌기 위해 블랙 호크와 니아포프는 후위 작전으로 미국인들과 대치했는데, 이것이 위스콘신 하이츠 전투로 알려지게 되었다. 블랙 호크는 약 50명의 사우크족과 60~70명의 키카푸족을 이끌고 750명의 민병대에 맞서 싸웠으므로, 압도적인 수적 열세에 놓여 있었다. 이 전투는 민병대에게 일방적인 승리였으며, 민병대는 단 한 명의 병력 손실만 입은 반면, 블랙 호크의 전사 중 68명이나 살해했다. 높은 사상자에도 불구하고, 이 전투는 많은 여성과 어린이를 포함한 영국 밴드의 대부분이 강을 건너 탈출할 수 있게 해주었다. 블랙 호크는 훨씬 더 큰 병력을 저지하면서도 자신의 백성 대부분이 탈출할 수 있도록 했으며, 이는 일부 미 육군 장교들에게 깊은 인상을 남긴 어려운 군사 작전이었다.
위스콘신 하이츠 전투는 민병대의 승리였고, 미 육군 정규군은 참전하지 않았다. 앳킨슨과 정규군 병력은 전투 며칠 후 자원병들과 합류했다. 약 400명의 정규군과 900명의 민병대원으로 구성된 미군은 7월 27일 위스콘신 강을 건너 영국 밴드 추격을 재개했다. 영국 밴드는 부상당한 전사들과 굶주림으로 죽어가는 사람들로 인해 느리게 이동하고 있었다. 미국인들은 시체, 버려진 장비, 굶주린 원주민들이 먹어치운 말의 잔해를 따라 추격했다.

### 배드 액스
위스콘신 하이츠 전투 후, 블랙 호크의 전령이 민병대원들에게 굶주린 영국 밴드가 미시시피 강을 건너 다시 돌아갈 것이며 더 이상 싸우지 않을 것이라고 외쳤다. 그러나 미국 야영지에서는 그들의 위네바고족 안내인이 없어 통역할 사람이 없었기 때문에 아무도 그 메시지를 이해하지 못했다. 블랙 호크는 미국인들이 메시지를 받았고, 위스콘신 하이츠 전투 이후 자신을 추격하지 않았을 것이라고 믿었을 수 있다. 그는 분명히 미국인들이 자신의 밴드가 무사히 미시시피 강을 다시 건너도록 허용할 것이라고 예상했다.

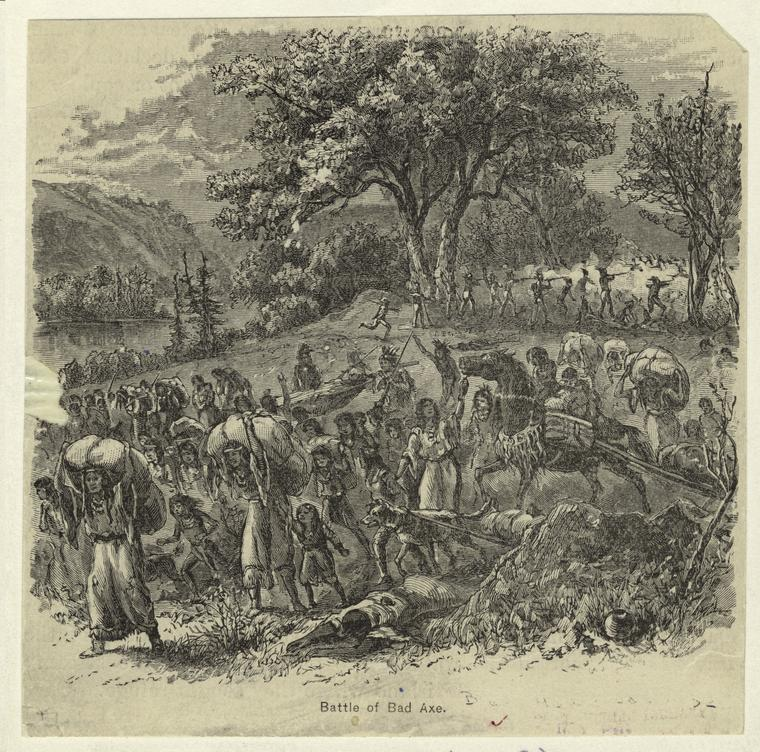
블랙 호크가 배드 액스 전투에서 패배할 때, 미시시피강을 건너 아이오와주로 도피하려는 아메리카 원주민 여성과 어린이들이 필사적으로 도망치는 모습

그러나 미국인들은 영국 밴드가 탈출하도록 내버려둘 의도가 없었다. 대포로 무장한 증기선 워리어호는 미시시피강을 순찰했고, 미국과 동맹을 맺은 다코타족, 메노미니족, 위네바고족은 강변을 감시했다. 8월 1일, 워리어호는 배드 액스강 하구에 도착했고, 그곳에서 다코타족은 미국인들에게 블랙 호크의 사람들을 찾을 수 있을 것이라고 말했다. 블랙 호크는 항복 시도를 위해 백기를 올렸지만, 그의 의도는 통역 과정에서 왜곡되었을 수 있다. 어쨌든 항복을 받아들일 기분이 아니었던 미국인들은 인디언들이 백기를 사용하여 매복을 설치하려 한다고 생각했다. 육지의 원주민들이 영국 밴드라는 것을 확신하자 그들은 발포했다. 총격전에서 23명의 원주민이 살해되었고, 워리어호의 군인 한 명만 부상당했다.

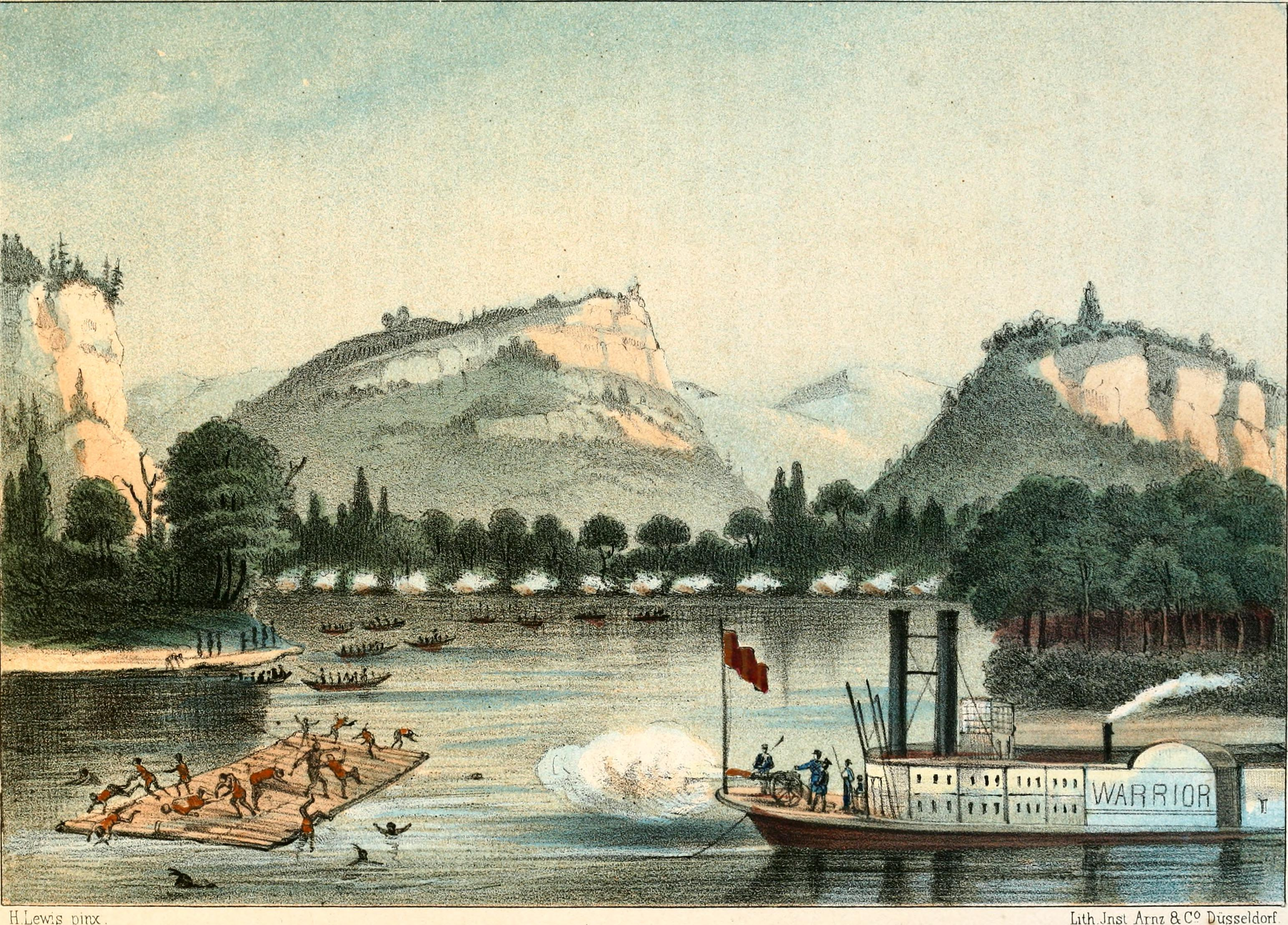
워리어 증기선이 미시시피강을 건너 아이오와주로 안전하게 도피하려는 아메리카 원주민들에게 발포하는 모습

워리어호가 떠난 후, 블랙 호크는 오지브웨이족과 함께 북쪽으로 피난처를 찾기로 결정했다. 와보키시엑을 포함하여 약 50명만이 그와 함께 가기로 동의했다. 나머지는 미시시피강을 건너 사우크족 영토로 돌아가기로 결심하고 남아 있었다. 다음 날 아침, 8월 2일, 블랙 호크는 북쪽으로 향하던 중 미군이 미시시피강을 건너려던 영국 밴드 구성원들을 포위했다는 것을 알게 되었다. 그는 본대와 합류하려 했지만, 현재의 위스콘신주 빅토리 근처에서 미군과 교전한 후 시도를 포기했다. 사우크족 추장 위시트는 나중에 블랙 호크와 와보키시엑이 전쟁의 마지막 전투에서 백성을 버렸다고 비난했다.
배드 액스 전투는 8월 2일 오전 9시경, 미국인들이 배드 액스 강 하구에서 몇 마일 하류에서 영국 밴드의 잔당을 따라잡으면서 시작되었다. 영국 밴드는 이때 약 500명으로 줄어들었으며, 이 중 약 150명은 전사였다. 전사들은 미국인들과 싸웠고, 비전투원 원주민들은 필사적으로 강을 건너려 했다. 많은 이들이 인근 두 섬 중 한 곳으로 건너갔지만, 정오에 정규군과 미국인 동맹인 메노미니족을 태운 증기선 워리어호가 돌아오자 그곳에서 쫓겨났다.
이 전투는 미국인들에게 또 다른 일방적인 승리였으며, 미국인들은 아군 사격으로 사망한 메노미니족 한 명을 포함하여 단 14명의 사상자만 발생했으며, 그 메노미니족은 미군 병사들과 함께 명예롭게 매장되었다. 영국 밴드 구성원 중 최소 260명이 사망했으며, 이 중 약 110명은 강을 건너려다 익사했다. 비록 미 육군은 일반적으로 불필요한 유혈 사태를 피하려 했지만, 많은 미국 민병대원들은 의도적으로 비전투원 원주민을 살해했으며, 때로는 냉혈하게 살해하기도 했다. 역사가 패트릭 정의 말에 따르면, 이 충돌은 "전투라기보다는 학살에 가까웠다."
거의 300명의 병력을 동원했던 그린베이 출신의 메노미니족은 전투에 너무 늦게 도착했다. 그들은 오랜 적들과 싸울 기회를 놓친 것에 실망했고, 그래서 8월 10일 스콧 장군은 그들 중 100명을 탈출한 영국 밴드의 일부를 추격하게 보냈다. 그들을 동반한 인디언 대리인 새뮤얼 C. 스탬버그는 메노미니족에게 두피를 벗기지 말라고 촉구했지만, 그리즐리 베어 추장은 그러한 금지는 시행될 수 없다고 주장했다. 그 집단은 약 10명의 사우크족을 추적했는데, 그 중 전사는 두 명뿐이었다. 메노미니족은 전사들을 죽이고 두피를 벗겼지만, 여성과 어린이들은 살려주었다.
사우크족과 메스콰키족에 맞서 싸우기 위해 150명의 전사를 자원했던 다코타족도 배드 액스 전투에 참여하기에는 너무 늦게 도착했지만, 미시시피강을 건너 아이오와로 들어간 영국 밴드 구성원들을 추격했다. 8월 9일경, 전쟁의 마지막 교전에서, 그들은 시더강을 따라 영국 밴드의 잔당을 공격하여 68명을 죽이고 22명을 포로로 잡았다. 위네바고족 또한 영국 밴드의 생존자들을 사냥하여 50에서 60개의 두피를 벗겼다.

## 여파
블랙 호크 전쟁으로 인해 77명의 정착민, 민병대원, 정규군 병사가 사망했다. 이 수치는 윈필드 스콧 장군 휘하 구호군이 겪은 콜레라로 인한 사망자는 포함되지 않는다. 분쟁 중 영국 밴드 구성원이 얼마나 사망했는지에 대한 추정치는 약 450명에서 600명 사이이며, 이는 1832년 블랙 호크와 함께 일리노이에 진입한 1,100명 중 약 절반에 해당한다.
블랙 호크 전쟁에는 정치적 야망을 가진 많은 미국인 남성들이 참전했다. 최소 7명의 미래 미국 상원 의원이 참전했으며, 미래의 일리노이 주지사 4명, 미시간, 네브래스카, 그리고 위스콘신 준주의 미래 주지사들, 그리고 미래의 미국 대통령 2명인 테일러와 링컨도 참전했다. 블랙 호크 전쟁은 미국 관리들에게 기병대와 싸우기 위한 기마 병력의 필요성을 보여주었다. 전쟁 당시 미 육군에는 기병대가 없었으며, 유일한 기마 병력은 비정규직 자원병이었다. 전쟁 후, 의회는 기마 레인저 대대를 헨리 닷지의 지휘 아래 창설했으며, 이는 1833년에 제1기병연대로 확장되었다.

### 블랙 호크의 수감과 유산

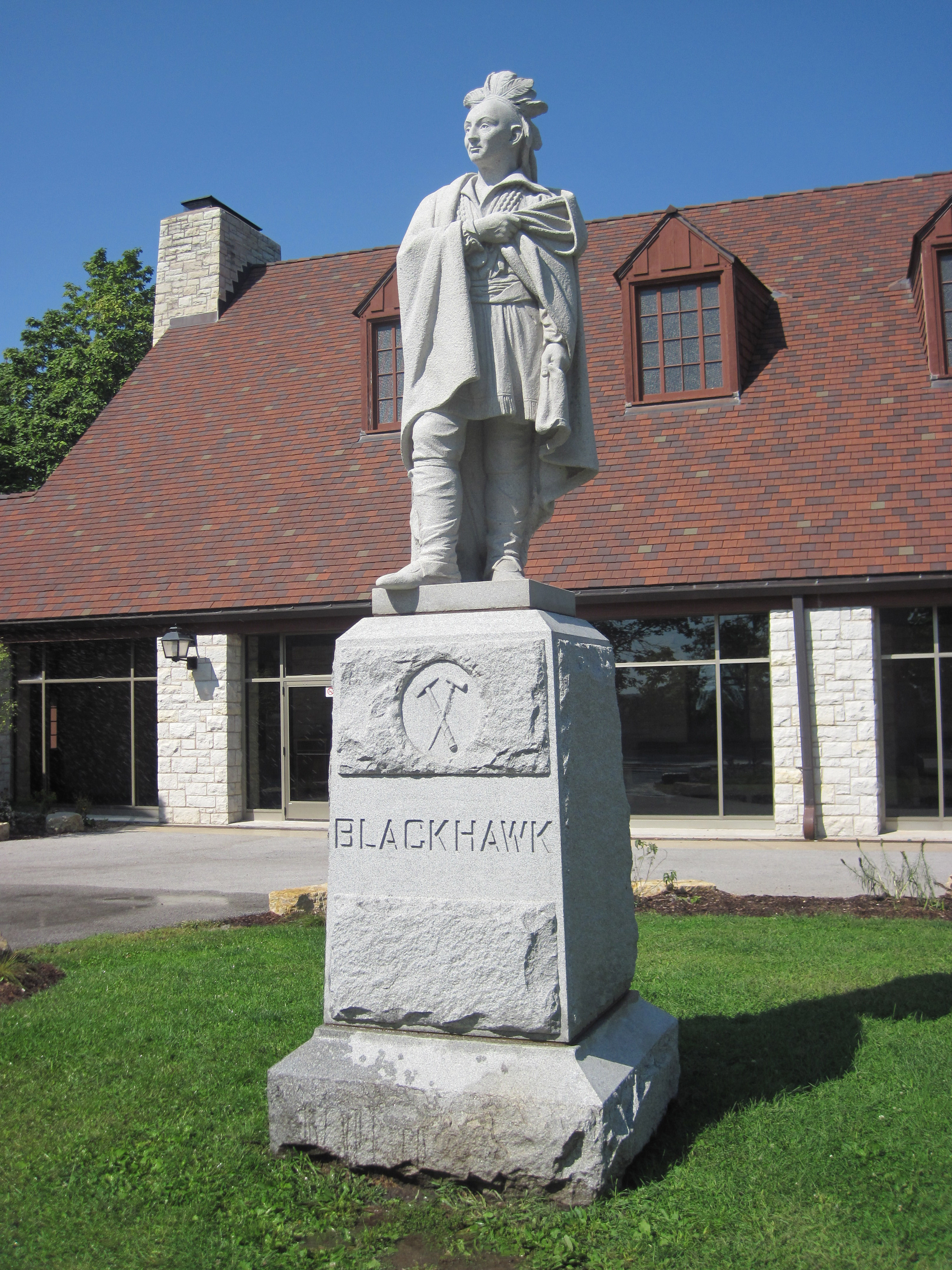
블랙 호크 주립 역사 유적지의 블랙 호크 동상

배드 액스 전투 후, 블랙 호크, 와보키시엑, 그리고 그들의 추종자들은 오지브웨이족에게 피난처를 찾기 위해 북동쪽으로 이동했다. 미국 관리들은 블랙 호크의 체포에 대해 100달러와 말 40필의 보상을 제안했다. 현재의 위스콘신주 토마 근처에서 야영하던 중, 블랙 호크의 일행은 지나가던 위네바고족 남성에게 목격되었고, 그는 자신의 마을 추장에게 알렸다. 마을 의회는 블랙 호크의 캠프에 대표단을 보내 그를 미국인들에게 항복하도록 설득했다. 1832년 8월 27일, 블랙 호크와 와보키시엑은 프레리 뒤 신에서 인디언 대리인 조지프 스트리트에게 항복했다. 재커리 테일러 대령은 포로들을 인수하여 제퍼슨 데이비스와 로버트 앤더슨 중위의 호위를 받으며 증기선으로 제퍼슨 배럭스로 보냈다.
전쟁이 끝날 무렵, 블랙 호크와 영국 밴드의 다른 지도자 19명은 제퍼슨 배럭스에 수감되었다. 대부분의 포로들은 다음 달에 석방되었지만, 1833년 4월 블랙 호크, 와보키시엑, 니아포프, 그리고 다른 3명은 포로들을 수용하기에 더 적합한 버지니아의 먼로 요새로 이송되었다. 미국 대중은 잡힌 인디언들을 한 번이라도 보기를 열망했다. 루이빌과 신시내티에는 그들이 지나가는 것을 보기 위해 많은 인파가 모였다. 4월 26일, 포로들은 먼로 요새로 가기 전 워싱턴 D.C.에서 잭슨 대통령과 잠시 만났다. 감옥에서도 그들은 유명인처럼 대우받았다. 찰스 버드 킹과 존 웨슬리 자비스와 같은 예술가들에게 초상화를 그려주었고, 떠나기 전에 그들을 위한 만찬이 열렸다.
미국 관리들은 몇 주 후에 포로들을 석방하기로 결정했다. 그러나 먼저 원주민들은 동부 해안의 여러 대도시를 방문해야 했다. 이는 미국 원주민 지도자들이 동부를 방문할 때 자주 사용되던 전술로, 미국의 규모와 힘을 보여줌으로써 미래의 미국 확장에 대한 저항을 억제할 수 있을 것이라고 생각되었기 때문이다. 1833년 6월 4일부터 블랙 호크와 그의 동료들은 볼티모어, 필라델피아, 뉴욕을 순회했다. 그들은 만찬과 연극에 참석했고, 전함, 다양한 공공 건물, 군사 퍼레이드를 관람했다. 그들을 보기 위해 엄청난 인파가 모였다. 블랙 호크의 잘생긴 아들 나셰웨스카스카(소용돌이치는 천둥)는 특히 인기가 많았다. 그러나 서부에서의 반응은 덜 환영적이었다. 포로들이 고향으로 가는 길에 디트로이트를 통과할 때, 한 무리는 인디언들의 허수아비를 불태우고 교수형에 처했다.
역사가 케리 트라스크에 따르면, 블랙 호크와 그의 동료 포로들은 유명인처럼 대우받았는데, 이는 이 인디언들이 미국 동부에서 인기를 얻었던 고귀한 야만인 신화의 살아있는 구현체 역할을 했기 때문이다. 당시 그리고 그 이후에도, 트라스크는 미국인들이 블랙 호크와 같이 패배한 인디언들에 대한 감탄이나 동정을 표함으로써 미국 원주민 재산 몰수에 대한 공모에서 자신들을 용서했다고 주장한다. 블랙 호크에 대한 신화화는 그 후에 그의 명예를 기리기 위해 세워진 많은 기념패와 기념비로 계속되었다고 트라스크는 주장한다. "사실," 트라스크는 썼다, "블랙 호크 전쟁에 대한 재구성된 기억의 대부분은 백인들이 자신에 대해 좋게 느끼도록 설계되었다." 블랙 호크는 또한 미국 원주민들 사이에서, 심지어 그에게 반대했던 사람들의 후손들 사이에서도 저항의 존경받는 상징이 되었다.

### 조약과 강제 이주
블랙 호크 전쟁은 올드 노스웨스트에서 미국 확장에 대한 원주민 무장 저항의 종식을 알렸다. 이 전쟁은 앤드루 잭슨, 루이스 캐스, 존 레이놀즈와 같은 미국 관리들이 원주민 부족들에게 미시시피강 동쪽의 땅을 팔고 서쪽으로 이주하도록 강제할 기회를 제공했는데, 이는 인디언 이주 정책으로 알려져 있다. 관리들은 전쟁 후 올드 노스웨스트의 남은 원주민 토지 주장을 매입하기 위해 여러 조약을 체결했다. 다코타족과 메노미니족은 전쟁에서 자신들의 역할에 대해 미국 관리들의 승인을 얻었으며, 대체로 나중에야 전쟁 후 강제 이주 압력을 피할 수 있었다.
전쟁 후 미국 관리들은 일부 위네바고족이 이전에 알려진 것보다 더 많이 블랙 호크를 도왔다는 것을 알게 되었다. 위네바고족 8명은 전쟁에서의 역할 때문에 포트 위네바고에 잠시 수감되었지만, 증인 부족으로 인해 결국 기소가 취하되었다. 1832년 9월, 스콧 장군과 레이놀즈 주지사는 록 아일랜드에서 위네바고족과 조약을 체결했다. 위네바고족은 위스콘신 강 남쪽의 모든 땅을 아이오와에 있는 40마일 폭의 땅과 27년 동안 연간 10,000달러의 대가로 할양했다. 아이오와의 그 땅은 1830년에 다코타족과 그들의 남쪽 적대 부족인 사우크족과 메스콰키족 사이의 완충 지대로 지정되었기 때문에 "중립 지대"로 알려졌다. 스콧은 위네바고족의 중립 지대 정착이 평화를 유지하는 데 도움이 되기를 바랐다. 위스콘신에 남아있던 위네바고족은 1837년에 강제 이주 조약에 서명하도록 압력을 받았는데, 워컨 데코라와 같은 지도자들이 블랙 호크 전쟁 동안 미국 동맹이었음에도 불구하고 말이다. 앳킨슨 장군은 아이오와로 이주하기를 거부하는 위네바고족을 강제로 이주시키기 위해 군대를 사용하도록 배정되었다.
1832년 9월 위네바고족과의 조약 체결 후, 스콧과 레이놀즈는 키오카크와 와펠로가 부족의 주요 대표자로 참여하여 사우크족 및 메스콰키족과 또 다른 조약을 체결했다. 스콧은 모인 추장들에게 "한 민족의 특정 부분이 자신의 땅을 떠나 전쟁을 벌이면, 전체 민족이 책임을 진다"고 말했다. 부족들은 아이오와 동부의 약 6백만 에이커 (24,000 km2)의 땅을 미국에 매각했으며, 다른 조항 외에도 30년 동안 연간 20,000달러를 지급받기로 했다. 키오카크는 할양지 내에 인디언 보호구역을 부여받았고, 미국인들에게 사우크족과 메스콰키족의 주요 추장으로 인정받았다. 부족들은 1836년에 보호구역을 미국에 매각했으며, 다음 해에는 아이오와에 추가 토지를 매각했다. 아이오와에 남아 있던 마지막 토지는 1842년에 매각되었고, 대부분의 원주민들은 캔자스 보호구역으로 이주했다.
전쟁 중 포타와토미족 지도자들이 미국을 돕기로 결정한 덕분에, 미국 관리들은 전쟁배상금으로 부족의 땅을 몰수하지 않았다. 대신, 인디언 크릭 학살을 주도한 혐의로 기소된 세 명의 개인만이 재판을 받았고, 그들은 무죄를 선고받았다. 그럼에도 불구하고, 미시시피 강 서쪽의 포타와토미족 땅을 매입하려는 움직임은 1832년 10월에 시작되었는데, 인디애나의 위원들이 포타와토미족 부족들이 모두 조약에 대표되지 않았음에도 불구하고 많은 양의 포타와토미족 땅을 매입했다. 부족은 1833년 9월 시카고에서 열린 조약에서 미시시피 강 서쪽의 남은 땅을 매각하도록 강요받았다.

## 같이 보기
- 제2차 블랙 호크 전쟁
- 60년 전쟁

## 내용주
1. ↑  Hall, 2: Jung, 174
2. 1 2 3 4  Jung, 172.
3. ↑  Eby, 17.
4. ↑  “Understanding the war between the States – Chapter 24” (PDF).
5. ↑  Hall, 21–26; Jung, 13–14; Trask, 29.
6. ↑  Jung, 14; Trask, 64.
7. ↑  Owens, 87–90.
8. ↑  Jung, 21–22.
9. ↑  Jung, 32.
10. ↑  Trask, 72.
11. ↑  Trask, 28–29.
12. ↑  Trask, 70; Jung, 52–53.
13. ↑  Jung, 52.
14. ↑  Jung, 55.
15. ↑  Jung, 54–55; Nichols, 78.
16. 1 2  Jung, 56.
17. ↑  Jung, 53.
18. ↑  Jung, 53; Trask, 73.
19. ↑  Hall, 90; Trask, 71.
20. ↑  Trask, 79.
21. ↑  Jung, 59.
22. ↑  Jung, 47, 58.
23. ↑  Hall, 90, 127; Jung, 56.
24. ↑  Jung, 60.
25. ↑  Edmunds, 235–36.
26. ↑  Eby, 83–86.
27. ↑  Eby, 88; Jung, 62.
28. ↑  Jung, 62.
29. ↑  “View of Vandruff Island from Black Hawk Tower » RIPS”.
30. ↑  Eby, 88–89; Jung, 63; Trask, 102.
31. ↑  Jung, 64; Trask, 105.
32. ↑  Hall, 116.
33. 1 2  Jung, 66.
34. ↑  Jung, 69; Hall, 116.
35. ↑  Jung, 74.
36. ↑  Trask, 63, 69.
37. ↑  Dowd, 193; Hall, 110.
38. ↑  Hall, 110.
39. ↑  Jung, 74; Hall, 116; Trask, 145, gives a more general date of "probably April 6".
40. ↑  Jung, 74–75; Trask, 145.
41. ↑  Trask, 149–50; Hall, 129–30.
42. ↑  Trask, 150.
43. ↑  Jung, 73; Trask, 146–47.
44. ↑  Hall, 110; Jung, 73.
45. ↑  Eby, 35; Jung, 74–75.
46. ↑  Jung 50, 70; Hall, 99–100.
47. ↑  Hall, 9.
48. ↑  Hall, 100.
49. ↑  Hall, 55, 95; Buckley, 165.
50. ↑  Buckley, 172–75; Hall, 77–78, 100–02.
51. ↑  Hall, 9, 24, 55, 237.
52. ↑  Hall, 103–04. Eby, 79, echoed the argument.
53. ↑  Jung, 49; Hall, 111.
54. ↑  Hall, 113–15.
55. ↑  Hall, 115; Jung, 49–50.
56. ↑  Hall, 115; Jung, 70.
57. ↑  Hall, 115; Jung, 71–72; Trask, 143.
58. ↑  Trask, 146.
59. ↑  Hall, 117; Jung, 75.
60. ↑  Jung, 76; Trask, 158–59.
61. ↑  Jung, 79–80; Trask, 174.
62. ↑  Jung, 79.
63. ↑  Jung, 76–77; Nichols, 117–18.
64. ↑  Eby, 93.
65. ↑  Trask, 152–55.
66. ↑  Jung, 86.
67. ↑  Hall, 10–11.
68. ↑  Hall, 131.
69. ↑  Hall, 122–23; Jung, 78–79.
70. ↑  Hall, 125.
71. ↑  Hall, 122.
72. ↑  Hall, 132.
73. ↑  Jung, 86–87; Edmunds, 236.
74. ↑  Jung, 83–84; Nichols, 120; Trask, 180–81.
75. ↑  Hall, 133.
76. ↑  Harrington, George B. Past and Present of 뷰로군. Chicago, IL, USA: Pioneer Publishing (1906). p. 39
77. ↑  Jung, p. 84.
78. ↑  토마스 포드, A History of Illinois: from its commencement as a state in 1818 to 1847, annotated and introduced by Rodney O. Davis. University of Illinois Press (1995). pp. 76–77
79. ↑  Prophetstown State Park, Illinois Department of Natural Resources
80. 1 2  Ford, p. 78
81. ↑  Jung, 85–86.
82. ↑  William V. Pooley, "Settlement of Illinois, 1830–1850" (1905). Thesis submitted to the University of Wisconsin. Ann Arbor, Michigan, University Microfilms (1968). p. 147
83. ↑  Jung, p. 88; Trask, p. 183.
84. ↑  Jung, pp. 88–89; Trask, p. 186.
85. ↑  Jung, p. 89; Hall, pp. 133–134.
86. ↑  Jung, p. 89.
87. ↑  "Battle of Stillman's Run" in William B. Kessell, Encyclopedia of Native American Wars and Warfare (2005), available online
88. ↑  Jung, pp. 118–120.
89. ↑  Jung, 93–94.
90. ↑  Jung, 94, 108.
91. ↑  Edmunds, 237; Trask, 200; Jung, 95.
92. ↑  Jung, 95; Trask, 198.
93. ↑  Jung, 97; Trask, 198–99.
94. ↑  Jung, 95.
95. ↑  Hall, 135–36.
96. ↑  Jung, 95; Trask, 202.
97. ↑  Jung, 96; Trask, 215.
98. ↑  Trask, 212–17.
99. ↑  Hall, 152–54; 164–65.
100. ↑  Trask, 200–06; Jung, 97.
101. ↑  Edmunds, 238; Jung, 103.
102. ↑  Jung, 96.
103. ↑  Trask, 194–96.
104. ↑  Jung, 100; Trask, 196.
105. ↑  Jung, 101; Trask, 196–97.
106. ↑  Jung, 115.
107. ↑  Jung, 114–15.
108. ↑  Jung, 103.
109. ↑  Jung, 116.
110. ↑  Hall, 143–45.
111. ↑  Hall, 148.
112. ↑  Hall, 148; Jung 104.
113. ↑  Hall, 145.
114. ↑  Hall, 162–63; Jung, 105.
115. ↑  Jung, 108.
116. ↑  Jung, 109.
117. ↑  Jung, 109–10; Trask, 233–34.
118. ↑  Jung, 110; Trask, 234–37.
119. ↑  Jung, 111–12.
120. ↑  Jung, 112; Trask, 220–21.
121. ↑  Trask, 220.
122. ↑  Jung, 112; Trask, 220.
123. 1 2  Trask, 222.
124. ↑  Jung, 113.
125. ↑  Jung, 114.
126. ↑  Jung, 121–23.
127. ↑  Jung, 124.
128. ↑  Jung, 118; Trask, 272.
129. ↑  Jung, 139.
130. ↑  Jung, 140–41; Trask, 271–75.
131. ↑  Jung, 141; Trask, 276.
132. ↑  Jung, 130.
133. ↑  Edmunds, 239; Hall, 244–49.
134. ↑  Jung, 131–34.
135. ↑  Hall, 165–67.
136. ↑  Jung, 142.
137. ↑  Jung, 144.
138. ↑  Jung, 146–48.
139. ↑  Jung, 149–50.
140. ↑  Jung, 153–56.
141. ↑  Jung, 156; Trask, 260–61.
142. ↑  Lewis, James. “The Black Hawk War of 1832”. 《Abraham Lincoln Digitization Project》. Northern Illinois University. 2c쪽. 2009년 8월 15일에 원본 문서에서 보존된 문서. 2009년 8월 22일에 확인함.
143. ↑  Jung, 157.
144. ↑  Jung, 156.
145. ↑  Jung, 161; Trask, 268.
146. ↑  Jung, 162; Trask, 270–71.
147. ↑  Nichols, 131; Trask, 266.
148. ↑  Jung, 168–69.
149. ↑  Hall, 192–94.
150. ↑  Jung, 164–65; Hall, 194.
151. ↑  Jung, 165; Nichols, 133.
152. ↑  Jung, 166; Trask, 279.
153. ↑  Jung, 166; Nichols, 133. Jung says "about 60 people" left with Black Hawk; Nichols, 135, estimated "perhaps forty".
154. 1 2  Jung, 169.
155. ↑  Jung, 180–81; Trask, 282.
156. ↑  Jung, 170.
157. ↑  Trask, 286–87; Jung, 170–71.
158. ↑  Jung, 171–72; Hall, 196.
159. ↑  Trask, 285–86, 293.
160. ↑  Hall, 197.
161. ↑  Hall, 198.
162. ↑  Hall, 199.
163. ↑  Hall, 202.
164. ↑  Jung, 175; Hall, 201.
165. ↑  Jung, 177; Hall, 210–11.
166. ↑  Jung, 172, 179.
167. ↑  Lewis, James. “The Black Hawk War of 1832”. 《Abraham Lincoln Historical Digitization Project》. Northern Illinois University. 2d쪽. 2009년 6월 19일에 원본 문서에서 보존된 문서. 2009년 8월 11일에 확인함.
168. ↑  Jung 205–06.
169. ↑  Jung, 181.
170. ↑  Jung, 182; Trask, 294–95.
171. ↑  Jung, 183.
172. ↑  Jung, 190–91.
173. ↑  Trask, 298; Jung, 192.
174. ↑  Jung, 192; Trask, 298.
175. ↑  Nichols, 147; Trask, 298.
176. ↑  Jung, 191; Nichols, 148; Trask, 300.
177. ↑  Jung, 195–97; Nichols, 148–49; Trask, 300–01.
178. ↑  Trask, 301–02; Jung, 197.
179. ↑  Trask, 298–303.
180. ↑  Trask, 308.
181. ↑  Buckley, 210; Hall, 255; Jung, 208.
182. ↑  Hall, 207.
183. ↑  Hall, 209–10.
184. ↑  Jung, 207.
185. ↑  Hall, 212–13; Jung, 285–86.
186. ↑  Jung, 49; Buckley, 203.
187. 1 2  Jung, 186.
188. ↑  Hall, 259–61.
189. ↑  Trask, 304; Jung, 187.
190. ↑  Jung, 187.
191. ↑  Jung, 198.
192. ↑  Jung, 201–02.
193. ↑  Edmunds, 238; Hall, 208, 215.
194. ↑  Hall, 215–16.
195. ↑  Edmunds, 247–48; Hall, 231.

### 2차 자료
- Buckley, Jay H. William Clark: Indian Diplomat. Norman, Oklahoma: University of Oklahoma Press, 2008. ISBN 978-0-8061-3911-1
- Drake, Benjamin. The life and adventures of Black Hawk: with sketches of Keokuk, the Sac and Fox Indians, and the late Black Hawk war. 1849. The life and adventures of Black Hawk: with sketches of Keokuk, the Sac and Fox Indians, and the late Black Hawk war.
- Eby, Cecil. "That Disgraceful Affair", The Black Hawk War. New York: Norton, 1973. ISBN 0-393-05484-5
- Edmunds, R. David. The Potawatomis: Keepers of the Fire. University of Oklahoma Press, 1978. ISBN 0-8061-1478-9
- Hall, John W. Uncommon Defense: Indian Allies in the Black Hawk War. Harvard University Press, 2009. ISBN 0-674-03518-6
- Jung, Patrick J. The Black Hawk War of 1832. Norman, Oklahoma: University of Oklahoma Press, 2007. ISBN 0-8061-3811-4
- Lewis, James E. "The Black Hawk War: Background". Northern Illinois University Digital Library. Accessed 8 December 2023.
- Nichols, Roger L. Black Hawk and the Warrior's Path. Arlington Heights, Illinois: Harlan Davidson, 1992. ISBN 0-88295-884-4
- Nichols, Roger L. Warrior Nations: The United States and Indian Peoples. Norman, OK: University of Oklahoma Press, 2013
- Owens, Robert M. Mr. Jefferson's Hammer: William Henry Harrison and the Origins of American Indian Policy. Norman, Oklahoma: University of Oklahoma Press, 2007. ISBN 978-0-8061-3842-8
- Trask, Kerry A. Black Hawk: The Battle for the Heart of America. New York: Henry Holt and Company, 2006. ISBN 0-8050-7758-8

### 1차 자료
- Black Hawk. Life of Black Hawk. Originally published 1833. Reprinted often in various editions. Revised in 1882 with inauthentic embellishments; most modern editions restore the original wording.
- Whitney, Ellen M., ed. The Black Hawk War, 1831–1832: Volume I, Illinois Volunteers. Springfield, Illinois: Illinois State Historical Library, 1970. ISBN 0-912154-22-5. Published as Volume XXXV of Collections of the Illinois State Historical Library. Available online from the 인터넷 아카이브.
- ———, ed. The Black Hawk War, 1831–1832: Volume II, Letters & Papers, Part I, April 30, 1831 – June 23, 1832. Springfield, Illinois: Illinois State Historical Library, 1973. ISBN 0-912154-22-5. Published as Volume XXXVI of Collections of the Illinois State Historical Library. Available online from the Internet Archive.
- ———, ed. The Black Hawk War, 1831–1832: Volume II, Letters & Papers, Part II, June 24, 1832 – October 14, 1834. Springfield, Illinois: Illinois State Historical Library, 1975. ISBN 0-912154-24-1. Published as Volume XXXVII of Collections of the Illinois State Historical Library.
- ———, ed. The Black Hawk War, 1831–1832: Volume II, Letters and Papers, Part III, Appendices and Index. Springfield, Illinois: Illinois State Historical Library, 1978. Published as Volume XXXVIII of Collections of the Illinois State Historical Library.